# Maakhir

Bandeira de Maakhir

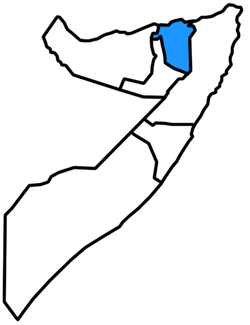
Localização de Maakhir na Somália

Maakhir (em somali: Maamul Goboleedka Maakhir, em árabe:  ماخر   Mākhir), oficialmente Estado Maakhir da Somália (em somali: Maamul Goboleedka Maakhir; em árabe: ولاية ماخر الصومال Wilāyah Mākhir al-Ṣūmāl) foi um estado autoproclamado autônomo dentro da Somália, localizado em uma área disputada pela Somalilândia e Puntlândia. Sua autonomia foi declarada em 1 de julho de 2007, porém, não reconhecida pelo Governo de Transição Federal da Somália, Somalilândia e Puntlândia. Possui uma área estimada de 35.000 km² e população estimada de 700.000 habitantes (2007). Sua capital é a cidade de Badhan.
Tendo curta duração na região de Sanaag, no leste da Somália, retornou a Puntlândia em 2009.

## Divisões administrativas
Maakhir apresenta a seguinte divisão administrativa, com quatro regiões considerada sob seu controle:
- Madar (fazia parte da região de Sanaag)
  - Badhan - Capital da região e de Maakhir
  - Hadaaftimo
  - Hingalol
  - Las Khorey
  - Yube
  - Ceelbuh

- Sanaag (a Somalilândia controla a parte ocidental da região de Sanaag e da cidade de Ceerigaabo)
  - Ceerigaabo Oriental - Capital da região
  - Damala Xagare
  - Carmale
  - Geilwiete
  - Darasalaam
  - Shimbiraale
  - Ceelaqoday

- Boharo (fazia parte da região de Sanaag)
  - Dhahar - Capital da região
  - Ceelaayo
  - Bali-Busle
  - Baragaha Qol
  - Buraan

## Principais cidades
Badhan, Las Khorey, Dhahar, Buraan, Hadaftimo, Hingalol, Damalla-Hagare, Eilbuh e Erigavo.

## História
Maakhir é o único território somali que nunca foi governado por uma potência estrangeira. Até 1949, a região norte da Somália (incluindo Maakhir, que era totalmente autônoma) era conhecida no mundo ocidental como Somalilândia Britânica. Maakhir se refere à área historicamente governada pelo Sultanato Warsangali, que existiu por séculos e desempenhou um papel significativo no início do século XX.

### Autonomia
O estado de Maakhir proclamou sua autonomia em uma cerimônia ocorrida na cidade de Badhan em 1 de julho de 2007 em resposta as seguidas reivindicações e disputas entre Somalilândia e Puntlândia sobre a área oeste de Sanaag, que levaram a vários conflitos para controle do território entre Somalilândia e Puntlândia. Além da maior parte de Sanaag.

### Operações militares
Em fevereiro de 2008, as forças armadas da Somalilândia sitiaram Hadaftimo, causando um estado de emergência antes que as tropas se retirassem para Erigavo. Maakhir respondeu aumentando sua presença militar em Erigavo.